# Alejandro Bergantiños
Alejandro Bergantiños García (ur. 7 czerwca 1985 w A Coruñi) – hiszpański piłkarz, pomocnik, wychowanek Deportivo La Coruña.

## Statystyki klubowe
| Sezon   | Klub                | Kraj      | Liga             | Mecze | Bramki | Puchar Kraju | Mecze | Bramki |
| ------- | ------------------- | --------- | ---------------- | ----- | ------ | ------------ | ----- | ------ |
| 2008/09 | Deportivo La Coruña | Hiszpania | Primera División | 0     | 0      | –            | –     | –      |
| 2008/09 | Xerez CD            | Hiszpania | Segunda División | 31    | 0      | Puchar Króla | 1     | 0      |
| 2009/10 | Xerez CD            | Hiszpania | Primera División | 26    | 0      | Puchar Króla | 2     | 0      |
| 2010/11 | Granada CF          | Hiszpania | Segunda División | 6     | 0      | Puchar Króla | 1     | 0      |
| 2010/11 | Gimnàstic Tarragona | Hiszpania | Segunda División | 22    | 1      | –            | –     | –      |
| 2011/12 | Deportivo La Coruña | Hiszpania | Segunda División | 42    | 3      | Puchar Króla | 1     | 0      |
| 2012/13 | Deportivo La Coruña | Hiszpania | Primera División | 29    | 1      | –            | –     | –      |
| 2013/14 | Deportivo La Coruña | Hiszpania | Segunda División | 28    | 0      | Puchar Króla | 1     | 0      |
| 2014/15 | Deportivo La Coruña | Hiszpania | Primera División | 33    | 0      | Puchar Króla | 1     | 0      |
| 2015/16 | Deportivo La Coruña | Hiszpania | Primera División | 22    | 2      | Puchar Króla | 2     | 0      |
| 2016/17 | Deportivo La Coruña | Hiszpania | Primera División | 8     | 1      | Puchar Króla | 1     | 0      |
| 2017/18 | Sporting Gijón      | Hiszpania | Segunda División | 38    | 1      | Puchar Króla | 2     | 0      |
| 2018/19 | Deportivo La Coruña | Hiszpania | Segunda División | 35    | 1      | –            | –     | –      |

Stan na: 10 czerwca 2019 r.